# Дракула 3D
«Дракула 3D» (англ.  Dracula 3D) — фильм ужасов в формате 3D режиссёра Дарио Ардженто по мотивам одноимённого романа Брэма Стокера. Премьера прошла во Франции 19 мая 2012 года (Каннский кинофестиваль), в Чехии — 30 июня 2012 года (Кинофестиваль в Карловых Варах).

## Сюжет
Трансильвания, 1893 год.
Однажды ночью пара молодых влюбленных Милош и Таня тайно встречаются в лесах, прилегающих к Пассо Борго у подножия Карпатских гор.
По дороге домой Таню преследует «тёмная тень», которая убивает её. В те дни молодой библиотекарь Джонатан Харкер прибывает в деревню, нанятый графом Дракулой, дворянином из этого округа. Тело Тани таинственно исчезает с кладбища.

## В ролях
- Томас Кречман — Дракула
- Рутгер Хауэр — Абрахам Ван Хельсинг[1]
- Азия Ардженто — Люси Вестенра
- Марта Гастини — Мина Мюррей
- Унакс Угальде — Джонатан Харкер
- Мириам Джованелли — Таня
- Джованни Францони — Ренфилд

## Съёмки
Съёмки фильма начались 16 мая 2011 года и проходили в Будапеште до августа того же года.